# Кабанов Мыс
Кабанов Мыс — деревня в составе Краснокамского городского округа в Пермском крае России.

## История
До 2018 года входила в Майское сельское поселение Краснокамского района. После упразднения обоих муниципальных образований вошла в состав образованного муниципального образования Краснокамского городского округа.

## География
Деревня расположена на расстоянии примерно 12 километров на юго-запад от города Краснокамск у железнодорожной ветки Чайковская-Нытва.
Климат
Умеренный континентальный. Наиболее тёплым месяцем является июль, средняя месячная температура которого 17,4—18,2 °C, а самым холодным январь со среднемесячной температурой −15,3…−14,7 °C. Продолжительность безморозного периода 110 дней. Снежный покров удерживается 170—180 дней.

## Население
Постоянное население составляло 12 человек (100 % русские) в 2002 году, 3 человека в 2010 году.
Национальный состав
Согласно результатам переписи 2002 года, в национальной структуре населения русские составляли 100 %.

## Транспорт
Остановка пригородного поезда на маршруте Чайковская-Нытва.

## Другое
Единственная улица в деревне это улица Пчеловодов. В Кабаном Мысу 14 домов из них 5 заброшены и 4 пустующих участков.